# Eugagrella
Eugagrella – rodzaj kosarzy z podrzędu Eupnoi i rodziny Sclerosomatidae.

## Występowanie
Przedstawiciele rodzaju zamieszkują Azję od Indii po Indonezję.

## Systematyka
Opisano dotąd 25 gatunków kosarzy z tego rodzaju:
| - Eugagrella abdominalis Roewer, 1954 - Eugagrella aemula Roewer, 1954 - Eugagrella argentata Roewer, 1954 - Eugagrella barnesi Roewer, 1929 - Eugagrella bimaculata Suzuki, 1972 - Eugagrella carli Roewer, 1929 - Eugagrella celerrima (Loman, 1892) - Eugagrella ceylonensis Roewer, 1954 - Eugagrella cuernosa Roewer, 1954 - Eugagrella fokiana Roewer, 1954 - Eugagrella jacobsoni Roewer, 1923 - Eugagrella laticlavia (Thorell, 1889) | - Eugagrella malabarica Roewer, 1954 - Eugagrella minima Roewer, 1954 - Eugagrella muara Roewer, 1923 - Eugagrella palliditarsus Roewer, 1923 - Eugagrella palnica Roewer, 1929 - Eugagrella rufescens (Thorell, 1889) - Eugagrella rufispina Roewer, 1954 - Eugagrella simaluris Roewer, 1923 - Eugagrella stoliczkae (With, 1903) - Eugagrella trimaculata Roewer, 1923 - Eugagrella variegata (Doleschall, 1859) - Eugagrella yuennanana Roewer, 1954 - Eugagrella zilchi Roewer, 1954 |